# Roque Mesa
Roque Mesa Quevedo (* 7. Juni 1989 in Telde, Gran Canaria) ist ein spanischer Fußballspieler, der als Mittelfeldspieler bei Sporting Gijón unter Vertrag steht.

## Vereinskarriere
Mesa stammt aus der Jugend des UD Telde, einem Klub von den Kanarischen Inseln. Mesa kam 2005 in die Jugendabteilung von UD Levante, nachdem er bereits für UD Telde debütiert hatte. Er wurde in der Saison 2007/08 in die zweite Mannschaft befördert, die in der Tercera División, aber verließ den Verein Mitte 2009 und unterschrieb bei AD Huracán.
Am 26. Januar 2010 trat Mesa wechselte er zu CD Tenerife B in die Segunda División B. Im Jahr 2010 unterzeichnete Mesa bei einem anderen Reserveteam, UD Las Palmas B in der vierthöchsten Spielklasse. 2010 wurde er erstmals in den Profikader der ersten Mannschaft befördert. Am 28. November 2013 unterzeichnete Mesa einen neuen Vierjahresvertrag, der bis 2017 lief und wurde im Juli des folgenden Jahres definitiv in die erste Mannschaft befördert. Er erzielte sein erstes Tor im Profifußball am 1. November 2014 und erzielte das zweite Tor seines Teams bei einem 2:1-Heimerfolg gegen Albacete Balompié in der Segunda División. Mesa spielte in 35 Spielen und erzielte vier Tore in der Saison 2014/15, in der Las Palmas die Rückkehr in die höchste Spielklasse Spaniens, die Primera División, erreichen konnte. Er debütierte in der spanischen Top-Liga am 22. August 2015 bei einer 0:1-Niederlage bei Atlético Madrid. Sein erstes Tor erzielte er am 23. September desselben Jahres gegen den FC Sevilla.
Am 6. Juli 2017 unterzeichnete Mesa einen Vierjahresvertrag bei dem Premier-League-Team Swansea City für eine Ablöse von 11 Millionen Pfund. Sein erstes Spiel fand am 19. August 2017 statt, als er 67 Minuten bei einer 0:4-Heimniederlage gegen Manchester United spielte. Er absolvierte für den Klub aus Wales insgesamt 11 Ligaspiele und konnte sich nicht in der Startelf durchsetzen.
Am 30. Januar 2018 schloss sich Mesa dem FC Sevilla für den Rest der Saison auf Leihbasis mit vereinbarter Kaufoption an. Im Juni verpflichtete Sevilla Mesa für drei Jahre. Die Ablöse lag bei 6 Millionen Euro. Sevilla zog am Ende der Saison die Kaufoption. Im August 2019 wechselte Mesa auf Leihbasis für eine Saison zu CD Leganés. Im Anschluss an die Leihe wechselte er zu Real Valladolid. Mit Valladolid stieg er in der Spielzeit 2020/21 in die Segunda División ab. Nach dem direkten Wiederaufstieg folgte 2023 der erneute Abstieg. Im Sommer 2023 lief sein Vertrag aus und Mesa wechselte zu Sporting Gijón.